# تونل (فیلم ۲۰۰۱)
«تونل» (انگلیسی: The Tunnel (2001 film)) یک فیلم است که در سال ۲۰۰۱ منتشر شد. از بازیگران آن می‌توان به الکساندرا ماریا لارا و سباستیان کخ اشاره کرد.